# Contea di Fenxi
La contea di Fenxi (汾西县S, Fénxī XiànP) è una contea della Cina, situata nella provincia dello Shanxi e amministrata dalla prefettura di Linfen.